# Chitra
Chitra es un género de tortugas de la familia Trionychidae.

## Especies
- Chitra chitra (Tortuga asiática de caparazón blando de cabeza estrecha)[1]
  - Chitra chitra chitra (Tortuga siamés de caparazón blando de cabeza estrecha)[1]
  - Chitra chitra javanensis (Tortuga javanesa de caparazón blando de cabeza estrecha)[1]
- Chitra indica (Tortuga india de caparazón de cabeza estrecha)[1]
- Chitra vandijki (Tortuga birmana de caparazón blando de cabeza estrecha)[1]